# Bipan Chandra
Bipan Chandra, né le 27 mai 1928 à Kangra, et mort à Gurgaon (Inde), le 30 août 2014, est un historien indien, spécialisé dans l'histoire économique et politique de l'Inde moderne. Proche du marxisme avec lequel il entretient des relations ambiguës, il a étudié la non-violence de Gandhi en la comparant à la conception marxiste du rôle de la violence dans l'histoire, en considérant celle-là non pas comme une morale, mais d’abord une politique, avec sa propre conception du conflit social entre oppresseurs et opprimés, et sa propre façon d’en renverser progressivement le rapport de forces en instituant une « conversion des moyens et des fins ».

## Biographie
Chandra est né dans la vallée de Kangra, dans l'État de Himachal Pradesh. Originellement appelé Bipan Chandra Sud, il a décidé de supprimer son nom de caste Sud, par revendication d'égalité. Il fit ses études à Lahore, à l'université Stanford aux États-Unis, ainsi qu'à l'université de Delhi où il acheva sa thèse.
Chandra a enseigné au Collège Hindu à Delhi, ainsi qu'à l'université Jawaharlal Nehru à New Dehli, où il fut professeur émérite. Il a aussi enseigné au Collège de Mexico.
Il était président du Congrès de l'Histoire indienne en 1985, et secrétaire général du National Book Trust depuis 2004. Pourfendeur du « communalisme » (idéologie visant à attiser les conflits entre les communautés), Chandra a remplacé B.K. Sharma, qui était accusé d'instrumentaliser la fondation en la mettant sous la coupe de l'idéologie communaliste. Un manuel d'histoire de Chandra, L'Inde moderne, largement utilisé dans les collèges, avait été attaqué par le gouvernement précédent, dirigé par le Bharatiya Janata Party, qui prône l'Hindutva (« hindouïté » ou « indianité »).